# Thunbergia clarkei
Thunbergia clarkei är en akantusväxtart som beskrevs av Yamazaki. Thunbergia clarkei ingår i släktet thunbergior, och familjen akantusväxter. Inga underarter finns listade i Catalogue of Life.